# Diplazium sibiricum
Diplazium sibiricum là một loài thực vật có mạch trong họ Woodsiaceae. Loài này được (Turcz. ex Kunze) Sa. Kurata miêu tả khoa học đầu tiên năm 1961.

## Hình ảnh

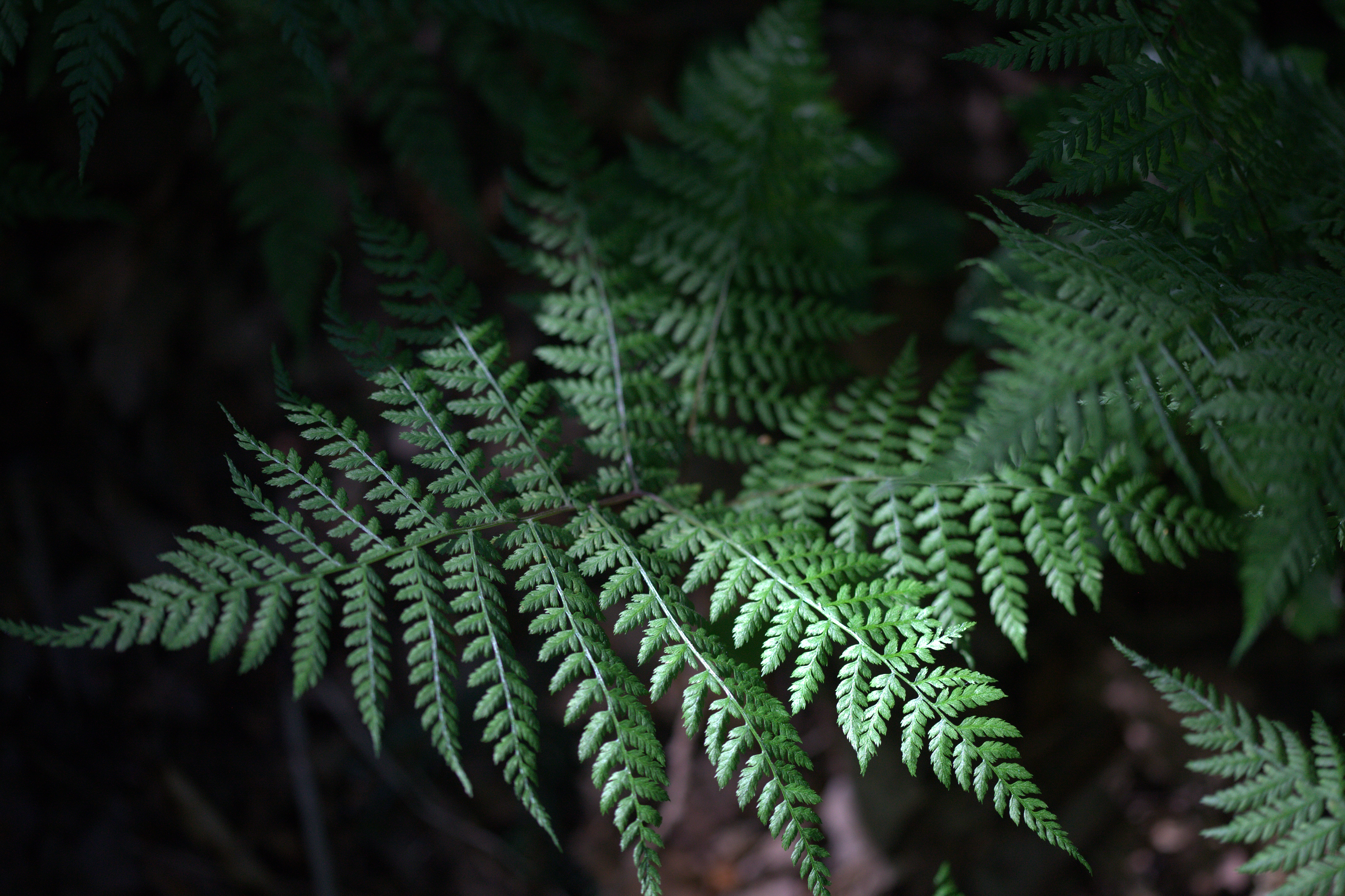
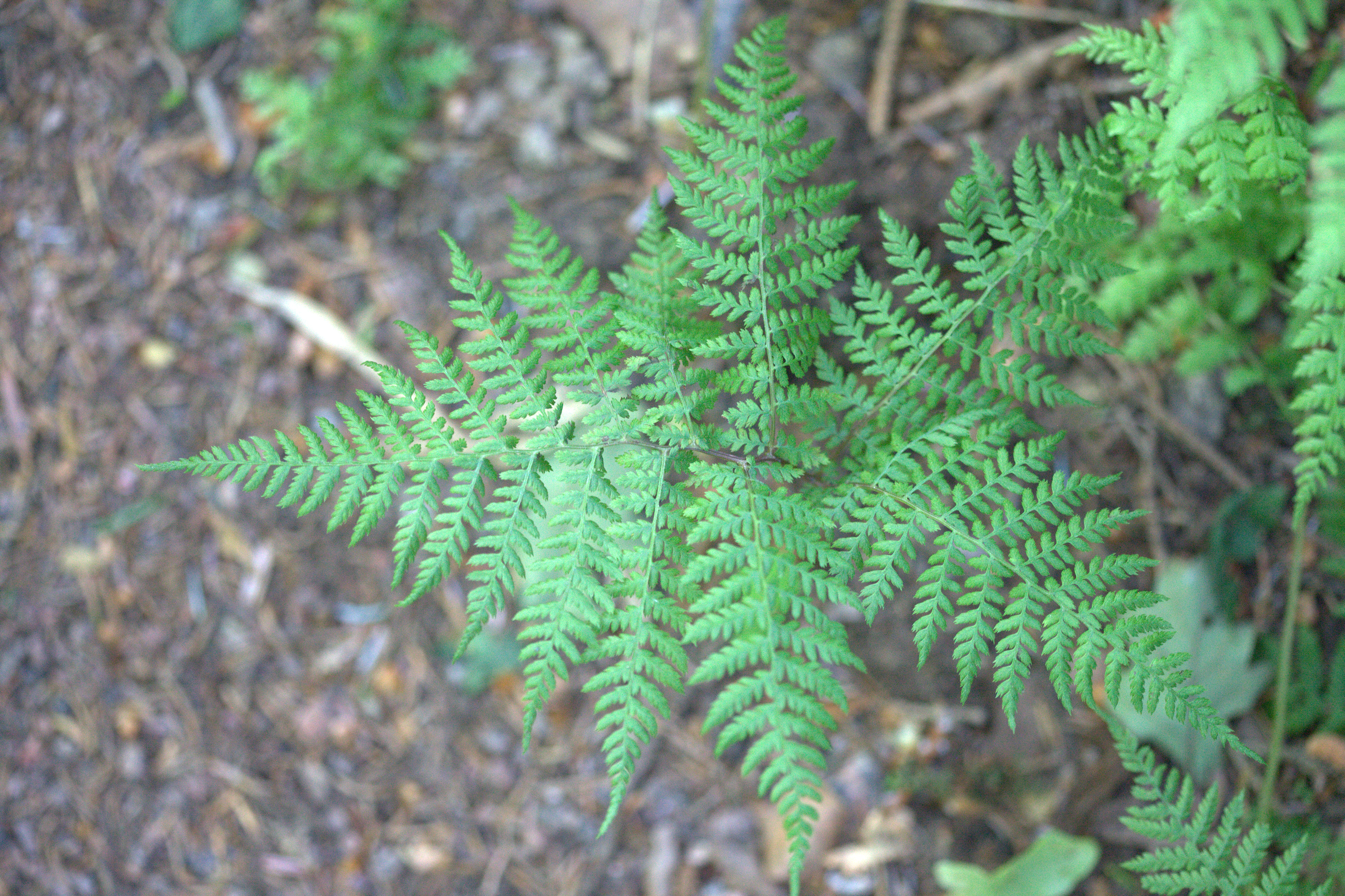
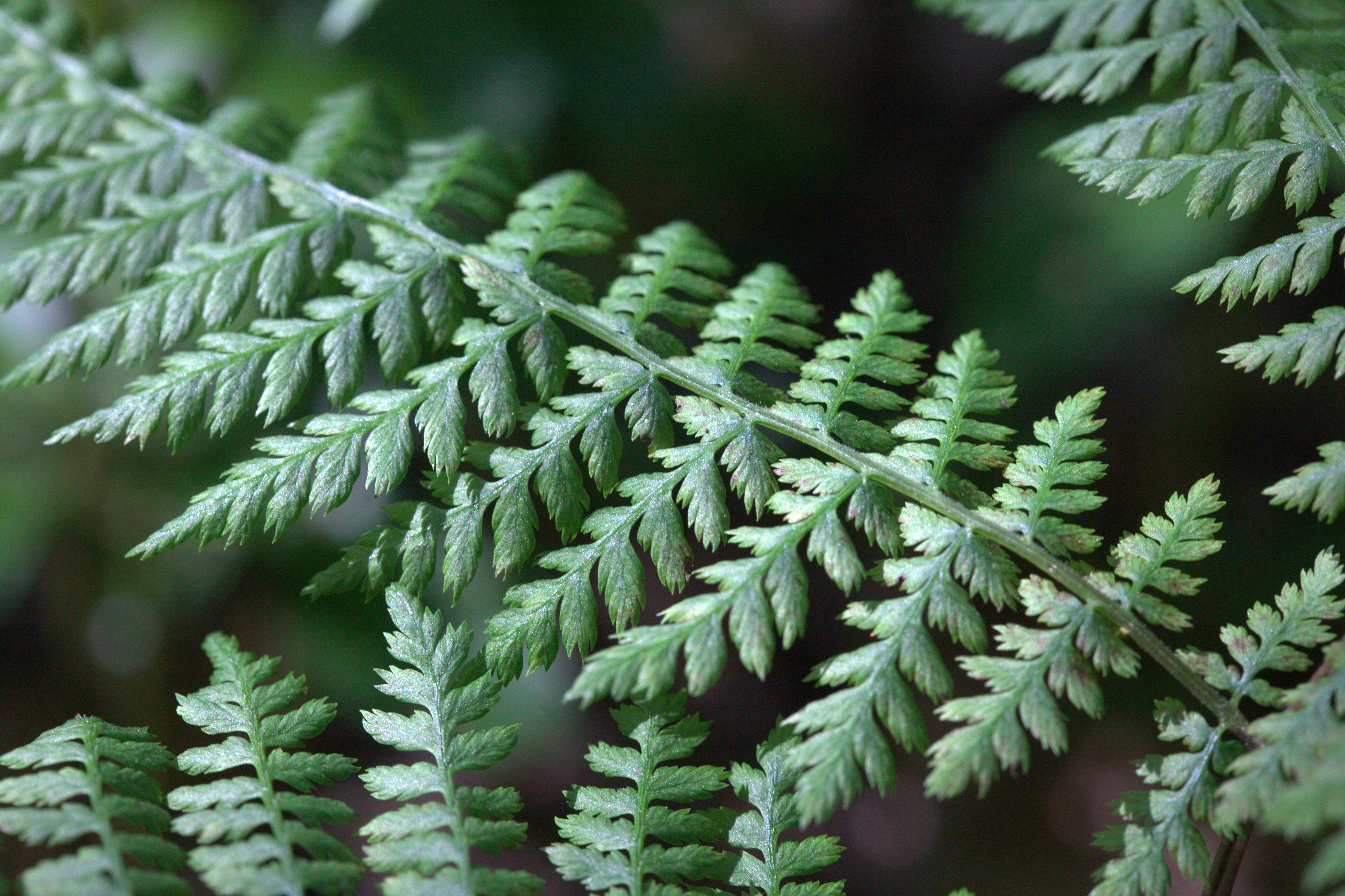
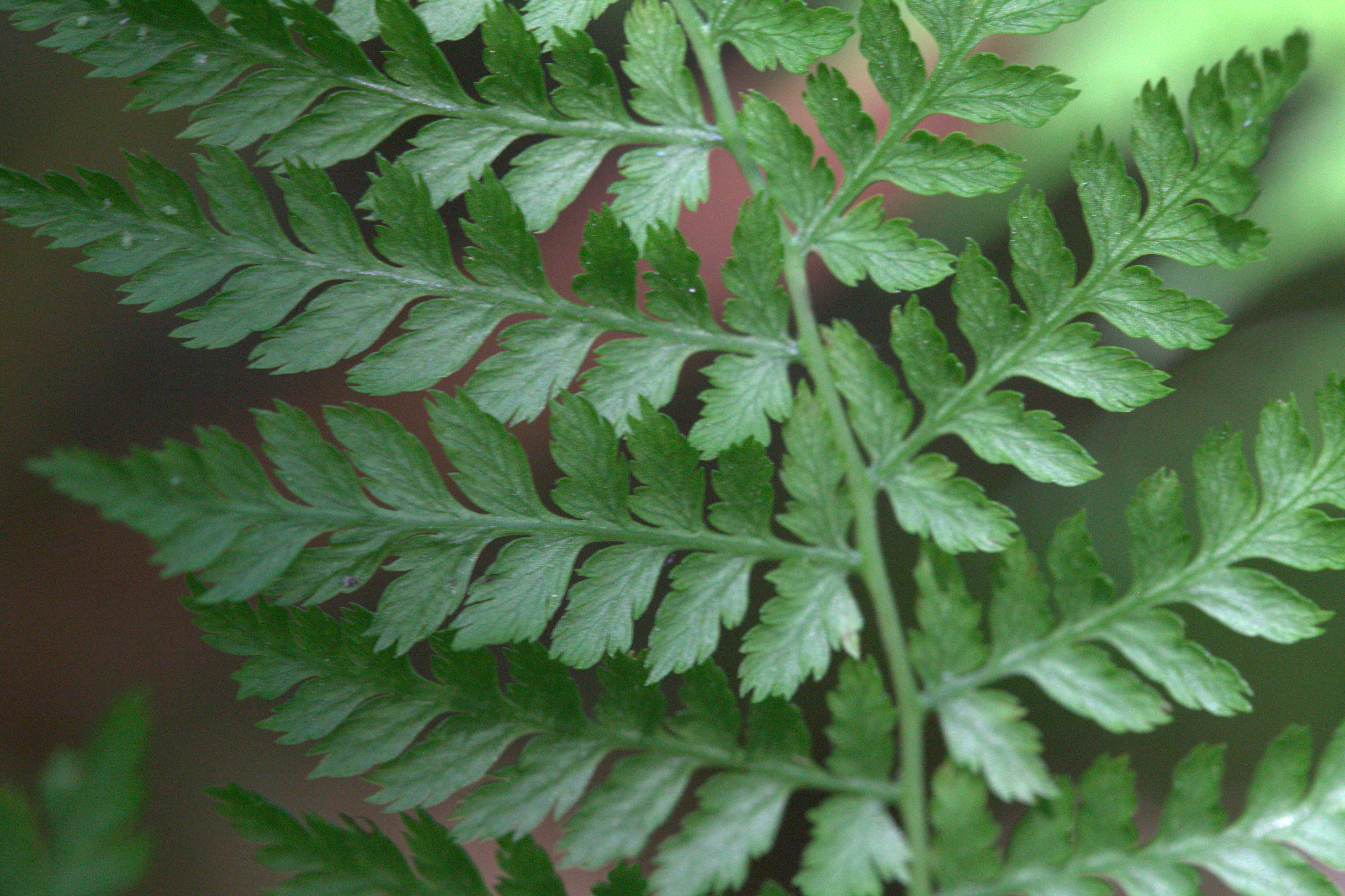